# Schnepfenriedkopf
Le Schnepfenriedkopf est un sommet du massif des Vosges culminant à 1 258 mètres d'altitude.

## Géographie

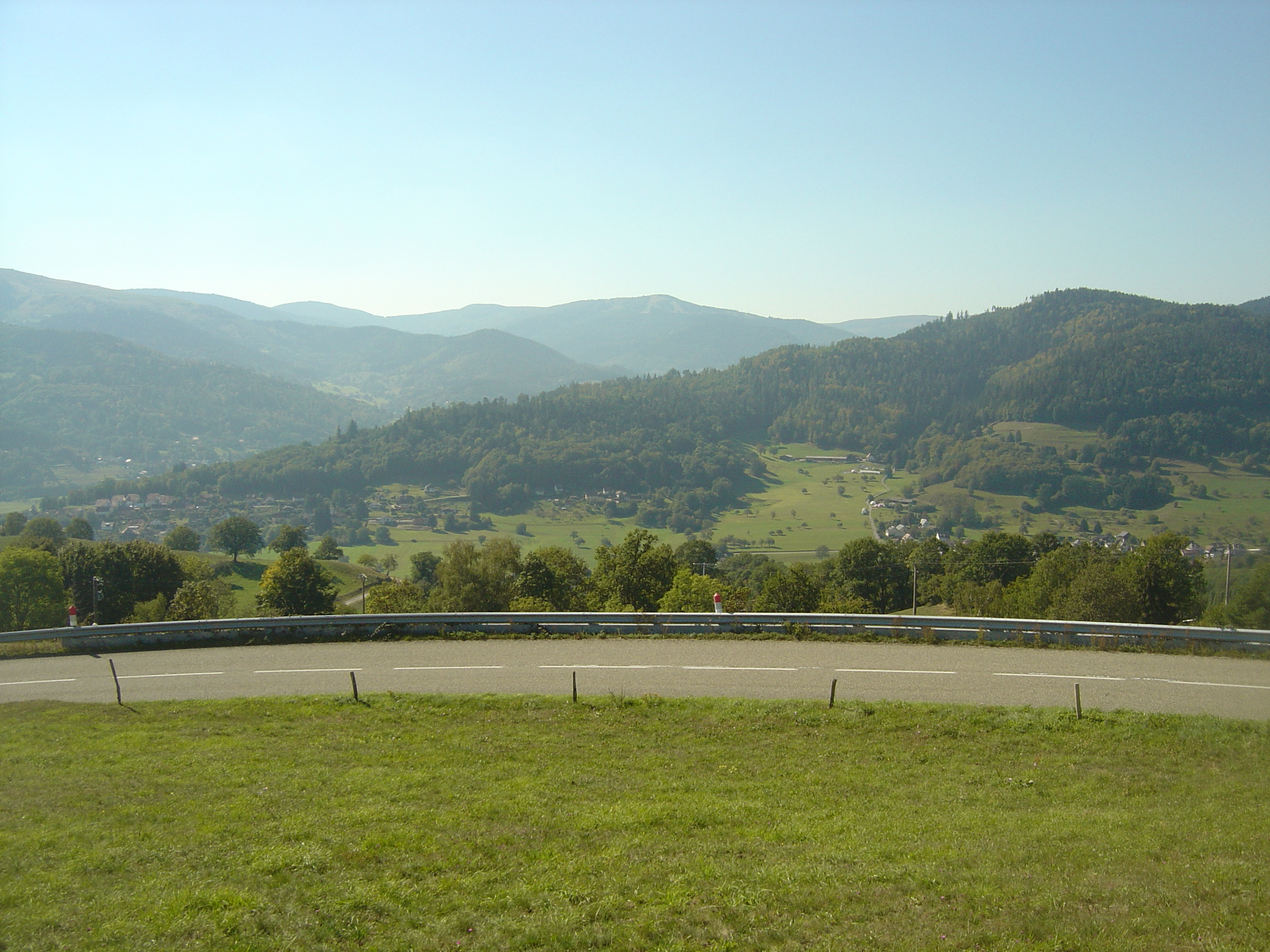
Le Schnepfenriedkopf (au centre) vu depuis les hauteurs de Munster au nord-est.

La Grande Fecht prend sa source au pied du Schnepfenriedkopf.

## Histoire
Le sommet a été un lieu de combats durant la Première Guerre mondiale, engageant le 28e bataillon de chasseurs alpins.

## Activités
C'est un haut lieu de la pratique du parapente. Les départs se font du côté de la Bronner.
Le domaine skiable du Schnepfenried est une station de ski permettant la pratique du ski alpin et nordique et comptant au total 7 remontées mécaniques et 21 pistes de ski alpin.